# Athéradas ze Sparty
Athéradas (starořecky Αθηράδας–Athéradas) byl v roce 700 př. n. l. vítěz olympijských her v běhu na jedno stadion.
Athéradas ze Sparty zvítězil v Olympii na 20. hrách v běhu na jedno stadion. Běh na jedno stadium (192,27 metru) byl od založení her, tj. od roku 776 př. n. l. jedinou soutěžní disciplínou až do roku 720 př. n. l., kdy se na hrách zavedl i Běh na dvě stadia. Běh na jedno stadium se ale i později považoval za hlavní soutěžní disciplínu. Jménem jeho vítěze se označovala celá olympiáda.